# Pilzen Challenger 1995
Il Pilzen Challenger 1995 è stato un torneo di tennis facente parte della categoria ATP Challenger Series nell'ambito dell'ATP Challenger Series 1995. Il torneo si è giocato a Plzeň in Repubblica Ceca dal 21 al 27 agosto 1995 su campi in cemento.

## Vincitori

### Singolare
David Rikl ha battuto in finale  Younes El Aynaoui con il punteggio di 7–5, 6–3

### Doppio
Emanuel Couto /  João Cunha e Silva hanno battuto in finale  Pier Gauthier /  Guillaume Marx con il punteggio di 6–3, 6–4